# Sans Souci (Schiff)
Die Sans Souci ist ein unter Schweizer Flagge fahrendes Flusskreuzfahrtschiff, das für Plantours Kreuzfahrten im Einsatz ist.

## Geschichte
Das Schiff wurde im Jahr 2000 als Europa von der Scheepswerf Grave in den Niederlanden gebaut und in den Jahren 2006 und 2007 teilrenoviert. Im Januar/Februar 2012 wurden neue Antriebsmotoren installiert.
Im März 2024 wurde bekannt, dass das Schiff, nachdem der Veranstalter es jahrelang vom Kapitän des Schiffes, der gleichzeitig auch sein Eigner war, an den Veranstalter verchartert worden war, durch die der Muttergesellschaft von Plantours Kreuzfahrten, die Ligabue Group, erworben wurde. Sein neuer Heimathafen ist seither Basel in der Schweiz.

## Einsatz
Die Sans Souci verkehrt von Frühjahr bis Herbst auf Strecken zwischen Stralsund und Berlin entlang den deutschen Ostseeinseln sowie über Stettin und die Oder, zwischen Hamburg, Hannover oder Berlin und Dresden oder Prag auf der Elbe, sowie auf Havel, Nord-Ostsee-Kanal, Mittellandkanal und Saale. Sie fährt sowohl für die Eigner-Reederei als auch in Charter anderer Reedereien.

## Technik
Der Antrieb erfolgt mit zwei Veth-Ruderpropellern und Scania DI16 52M-Motoren mit je 441 kW; die Zweikanal-Bugstrahlanlage leistet 265 kW. Der Stromversorgung dienen zwei Dieselgeneratoren mit je 210 kVA. Um auch auf Gewässern mit niedrigen Brücken fahren zu können, sind das Ruderhaus und alle an Oberdeck befindlichen Aufbauten und Geländer versenkbar oder umlegbar.

## Ausstattung
Das in die Kategorie „4-Sterne plus“ eingestufte Schiff verfügt über 40 außen liegende Kabinen, die mit jeweils zwei Betten ausgestattet sind. Die 11–12 m² großen Kabinen verfügen über Bad mit Waschbecken, Dusche, WC, Sat-TV, Bordtelefon, Safe, Föhn und individuell regelbare Klimaanlage.
Zur Ausstattung gehören weiterhin das Bordrestaurant, Bar, Bibliothek, ein weitläufiges Sonnendeck und ein Panoramadeck mit Panoramafenster (volle Kabinenbreite).